# Billy Bond and The Jets (álbum)
Billy Bond and the Jets es el primer y único álbum de estudio del grupo de transición de rock argentino Billy Bond and the Jets conformado por Billy Bond y el grupo Serú Girán, que funcionó como apoyo. Fue grabado por la discográfica Sazam Record en 1978 en Sao Paulo y en Buenos Aires, y lanzado en 1979 cuando el grupo ya estaba disuelto.

## Historia
Billy Bond durante 1978, ya radicado en Brasil, se reúne con los Serú Girán para producirles su primer disco. Durante los descansos de esa grabación, decide grabar -después de un tiempo prolongado- un LP, esta vez secundado por los Serú (bautizados por cuestiones legales como "The Jets") y otros músicos como Bernardo Baraj, Nacho, Pichacho, Rolando Castello Junior, Tico Terpins, Maytrea (Zé Brasil), Flavinho Pimenta y Walter Bailot.
Billy Bond and the Jets (1978, el disco, saldría un año más tarde) cuenta con dos temas con letra y música de Charly García que serían posteriormente tocados en vivo por Serú Girán. El primero, "Discoshock", un tema que fue rechazado por el público por no entender que se critica a la música disco con ironía. El segundo, "Loco, ¿no te sobra una moneda?", también fue tocado por Charly diez años después, en los shows despedida de la gira de Parte de la religión en marzo de 1988 en el Estadio Obras. El disco también cuenta con "Toda la gente" (letra y música: David Lebón), un tema que había sido publicado en el primer disco de Lebón como "Treinta y dos macetas", y una versión en castellano de la canción "Judy in Disguise (With Glasses)" de John Fred & His Playboy Band (1968).

## Lista de canciones
Los créditos de las canciones corresponden a la portada de la edición en casete del disco.
Lado A
1. Discoshock[nota 1] (Charly García[nota 2]) - 3:47
2. Toda la gente (David Lebón) - 2:41
3. Judy disfrazada (J. Fred/A. Bernard versión castellano F. Villa) - 2:08
4. Tomá rock and roll (Billy Bond) - 2:29

Lado B
1. ¿No te sobra una moneda? (Charly García[nota 2]) - 4:25
2. Variaciones sobre "El paso del elefantito" (Henry Mancini) - 2:42
3. El cha-cha-cha (Billy Bond/Tico Terpin's) - 4:00
4. Sono io (Billy Bond) - 2:39
5. La hija del coronel (Maytrea) - 2:24

Notas
1. ↑  Incluye 4 compases de "Fácil de amar" ("Easy to love") de Leo Sayer y Albert Hammond.
2. 1 2  Bajo el pseudónimo Pretty Stone.

## Músicos

### Integrantes
- Billy Bond: Voz

#### The Jets
- Charly García: teclados y coros
- David Lebón: Guitarra y coros
- Pedro Aznar: Bajo
- Oscar Moro: Batería

### Colaboración
- Bernardo Baraj
- Nacho
- Pichacho
- Rolando Castello Junior
- Tico Terpins
- Maytrea (Zé Brasil)
- Flavinho Pimenta
- Walter Bailot